# Vágner Ákos
Vágner Ákos (Eger, 1975. március 5. –) okleveles gazdasági agrármérnök, aki éveken át tevékenykedett a Heves Megyei Agrárkamaránál, majd megalapította saját tanácsadó cégét, 2024-től Eger polgármestere.

## Életrajz és pályafutás
Gyermekkorát szülővárosában töltötte. Alapfokú tanulmányait az egri Lenkey János Általános Iskolában kezdte, majd a Neumann János Gimnáziumban, Technikumban és Kollégiumban érettségizett 1993-ban. A Magyar Agrár- és Élettudományi Egyetemen több agrár- és gazdasági végzettséget szerzett, beleértve az okleveles gazdasági agrármérnöki diplomát.
1997-től 2012-ig a Heves Megyei Agrárkamaránál dolgozott ügyintézőként, gazdasági igazgatóként, végül titkárként.
2007 és 2013 között a Magyar Agrárkamara területi koordinátora, 2013-2015 között a Nemzeti Agrárgazdasági Kamara Heves megyei igazgatója volt. Vezetőként irányította a kamara gazdasági önkormányzati operatív munkáját és két évig az Agrárkamara országos szervezetében is vezetői feladatokat látott el. Ennek eredményeként széleskörű tapasztalatokat szerzett a gazdasági, jogi, szervezetfejlesztési és informatikai területeken, valamint mélyebb betekintést nyert a területi államigazgatás és közigazgatás működésébe.
2016 óta saját tanácsadó cégét működteti, ahol szervezetirányítási és gazdasági tapasztalatait kamatoztatja. Ezen felül gyakorlatot szerzett a közbeszerzések és építési beruházások hatékony lebonyolítása terén. Gazdasági területen munkálkodó szakemberként – csapatával közösen – az elmúlt négy évben több mint 20 milliárd forintnyi beruházási támogatáshoz juttatták Eger és térsége vállalkozásait.

## Magánélet
Vágner Ákos nős, két gyermek édesapja. Családjával Egerben él.

## Politikai tevékenysége
Vágner Ákos 2024-ben az önkormányzati választáson a Fidesz egri polgármesterjelöltje, 2024 októberétől Eger polgármestere.

## Forrás
- https://egerhirek.hu/2024/02/19/vagner-akos-a-fidesz-egri-polgarmesterjeloltje/kozelet/egerhirek